# بازا

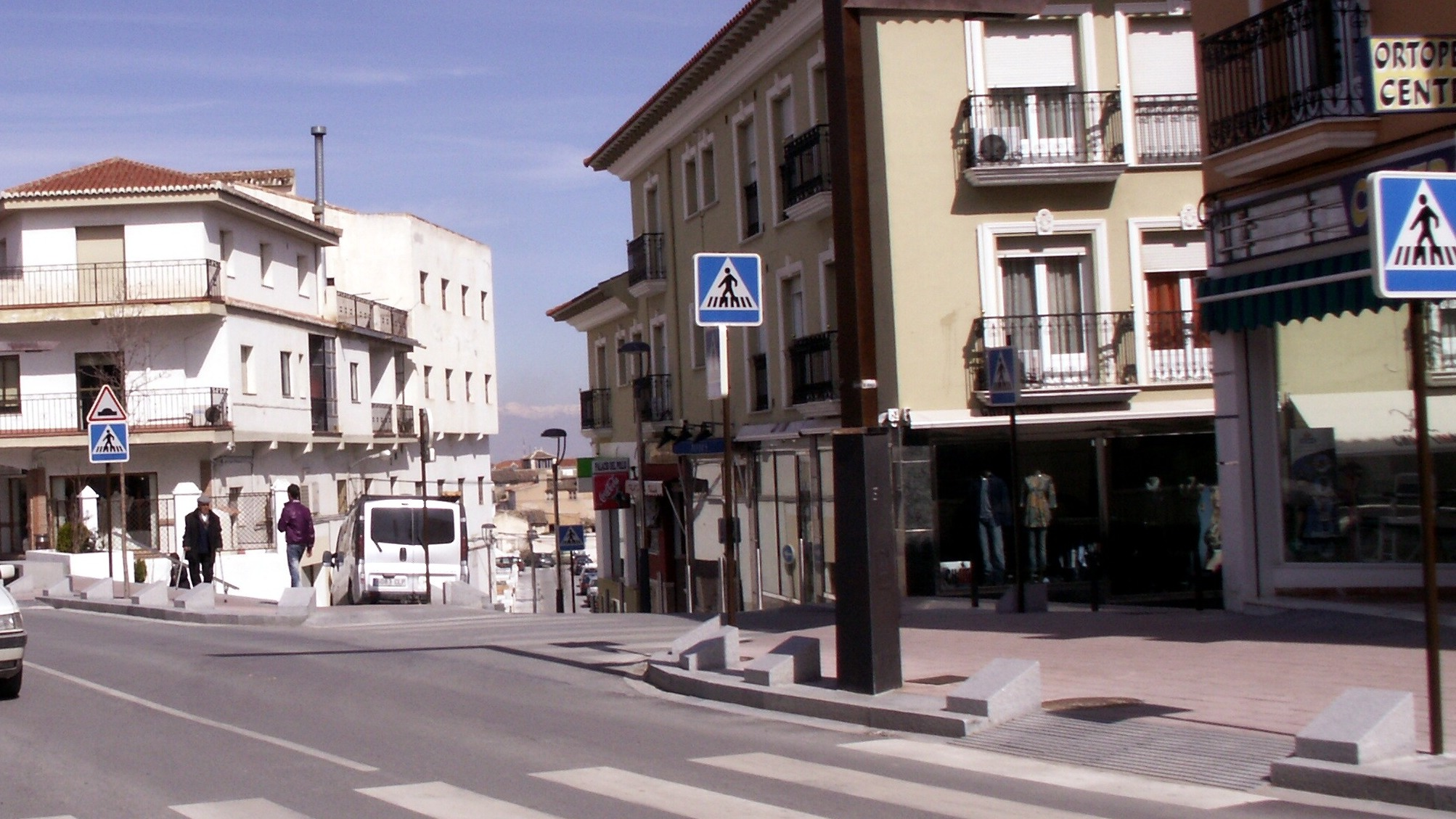
بازا (2010)

بازا (به انگلیسی: Baza) شهری واقع در استان گرانادا در جنوب اسپانیا است. در سال ۲۰۰۳ تعداد ساکنین این شهر ۲۱٬۰۰۰ نفر برآورد شده است.